# César Tiempo
César Tiempo, nacido Israel Zeitlin (Yekaterinoslav, Ucrania, 3 de marzo de 1906 – Buenos Aires, 24 de octubre de 1980), fue un escritor, periodista, editor, dramaturgo y guionista argentino.  Casado y padre de tres hijos, Martin, Blanca y César. Libro para la pausa del sábado, Sabatión argentino, Sabadomingo y Aviso para encontrar a Jordana son algunos de sus poemarios más reconocidos.

## Biografía
Nació en el seno de una familia judía, con el nombre de Israel Zeitlin nació en la ciudad ucraniana de Yekaterinoslav (actual Dnipró) pero cumplió su primer año de vida en Buenos Aires. En 1924 obtuvo la ciudadanía argentina. Formó parte del Grupo de Boedo, que publicaba en la Editorial Claridad y se reunían en el Café El Japonés. Fue cofundador de la editorial argentino-uruguaya Sociedad Amigos del Libro. En 1930 obtuvo el Premio Municipal de Poesía. En 1937 fundó y dirigió la revista «Columna» –que editó hasta 1942– y recibió el Premio Nacional de Teatro. César Tiempo fue uno de los intelectuales más importantes de este país en el siglo veinte. En los años treinta, como joven intelectual, enfrentaba al director general de la Biblioteca Nacional Hugo Wast (o Gustavo Martínez Zuviría), por su antisemitismo, y se transformó en héroe en la colectividad judía, más tarde adheriría al peronismo.
En 1945 ganó el Premio Municipal al Mejor Libro Cinematográfico. Entre 1952 y 1955 fue director del suplemento literario del diario La Prensa, en 1957 de la página literaria del diario «Amanecer». Entre 1973 y 1975 se desempeñó como director del Teatro Nacional Cervantes. En 1978 mereció el Premio Sixto Pondal Ríos (correspondiente a 1977).
Entre sus obras teatrales destacan Pan criollo y El lustrador de manzanas. Eliahu Toker dijo: «Uno de los momentos más altos y significativos de la palabra poética de César Tiempo es su Arenga en la muerte de Jaim Najman Biálik [...] Tiempo se identifica con Biálik: ¡Cuidado con los poetas/ cuyos puños golpean sobre las mesas de los verdugos!, dice dirigiéndose sin duda también a los nazis locales. Y a la judería porteña, a la que reprocha su indiferencia pequeñoburguesa. Y se burla de ellos amargamente.[...] La condición judía y porteña de Tiempo empapa todas sus páginas».

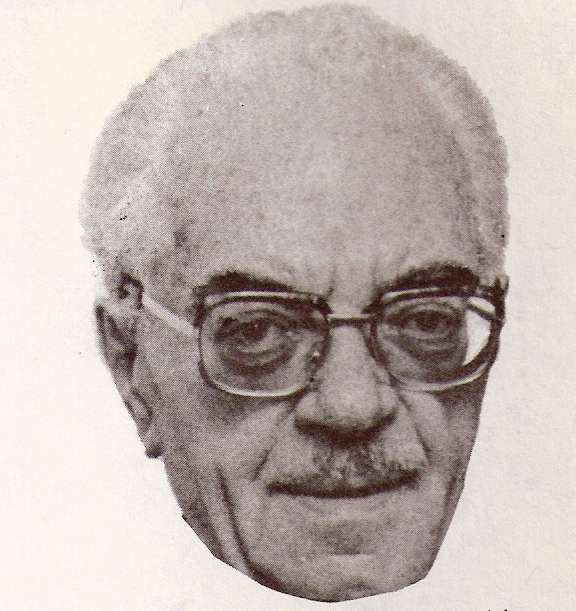
César Tiempo en 1980.

## Obra literaria
Poesía
- Versos de una... (1926) (Con el seudónimo de "Clara Beter")
- Libro para la pausa del sábado (1930)
- Sabatión argentino (1933)
- Sábadodomingo (1938)
- Sábado pleno (1955)

Prosa
- Exposición de la actual poesía argentina (1927) (En colaboración con Pedro Juan Vignale)
- La campaña antisemita y el director de la Biblioteca Nacional (1935)
- Moravia, Vivian Wilde y Compañía (1953)
- Protagonistas (1954)
- Evocación de Quiroga (1970)
- Florencio Parravicini (1971)
- El becerro de oro (1973)
- Clara Beter y otras fatamorganas (1974)
- El último romance de Gardel (1975)

Dramaturgia
- El teatro soy yo (1933)
- Pan criollo (1937)
- La dama de las comedias (1951) (En colaboración con Arturo Cerretani)
- El lustrador de manzanas (1957)
- Yrigoyen (1973) (En colaboración con Ulyses Petit de Murat)

## Filmografía
Guionista
- Safo (2003)
- Proceso a la infamia (1978)
- No hay que aflojarle a la vida (1975)
- Las procesadas (1975)
- La pequeña señora de Pérez (1972)
- Deliciosamente amoral (1969)
- Curse of the Stone Hand (1964)  (episodio Suicide Club)
- Amorina (1961)
- Matemática Zero, Amor Dez (1958) (Brasil)
- La sombra de Safo (1957)
- La novia (1955)
- Misión extravagante (1954)
- El muerto es un vivo (1953)
- Paraíso robado (1952)
- Donde comienzan los pantanos (1952)
- Martín Pescador (1951)
- Pasaporte a Río (1950)
- El baño de Afrodita (1949) (México)
- Otra cosa es con guitarra (1949)
- La muerte camina en la lluvia (1948)
- Los pulpos (1948)
- Al marido hay que seguirlo (1948)
- El hombre que amé (1947)
- Con el diablo en el cuerpo (1947)
- El último guapo (1947) (Chile)
- La dama de las camelias (1947) (Chile)
- Los verdes paraísos (1947)
- El ángel desnudo (1946)
- Adán y la serpiente (1946)
- La dama de la muerte (1946) (Chile)
- Las seis suegras de Barba Azul (1945)
- La señora de Pérez se divorcia (1945)
- El canto del cisne (1945)
- La pequeña señora de Pérez (1944)
- La verdadera victoria (1944)
- Safo, historia de una pasión (1943)

Actor
- Esta tierra es mía (1961)